# Quinto Minucio Esquilino Augurino
Quinto Minucio Esquilino Augurino (fl. V secolo a.C.) è stato un politico e militare romano.

## Consolato
Quinto Minucio Esquilino Augurino venne eletto console  nel 457 a.C. insieme con Gaio Orazio Pulvillo.
Sembrava che anche quell'anno si sarebbe perso nelle lunghe dispute tra Patrizi e Plebei, tra Consoli e Tribuni della Plebe, sull'approvazione della Lex Terentilia, proposta dai Tribuni ed osteggiata dai Senatori. Ma la notizia di incursioni di Sabini ed Equi nei territori romani, fece ritrovare la concordia tra le due parti, che si accordarono per la nomina di 10 tribuni della plebe, 2 per ogni classe, invece dei due eletti fino a quel momento.
A Minuncio fu affidato il compito di contrastare i Sabini, ad Orazio quello di affrontare gli Equi. Mentre Minuncio non riuscì a trovar traccia dei Sabini, Orazio sconfisse in battaglia sul monte Algido gli Equi..